# ラガマルくん
ラガマルくんは、ラグビー界全体を応援するマスコットキャラクター。
SPORAが運営しており、日本ラグビーフットボール協会としては非公式だが、各ラグビー協会公式大会や公式イベントの会場内でも活動している。オスカープロモーション所属で俳優・モデルの今江憲が、ラグビー界を盛り上げるために作ったもの。2018年6月に「ラグビー応援アンバサダー@調布」に、2018年12月に「ラグビー応援アンバサダー@府中」に就任した。

## 概要
ラグビーワールドカップ2015日本対南アフリカ戦で感銘を受けた今江憲が、日本のラグビーを更に盛り上げるために誕生させたキャラクター。
2016年9月にTwitterデビューし、2017年5月に着ぐるみデビューした。着ぐるみの「中の人」はプロデューサーである今江が行っている。
キャラクターのモチーフは犬とされているが、正式には犬によく似た宇宙人という設定。
ゆるキャラグランプリには2017年から出場している。2017年は64位（企業・その他部門）。2018年は25位（ご当地部門）となった。
2023年6月29日から7月6日まで、ラグビー日本代表オフィシャルスポンサーの三菱地所が企画する日本代表応援プロジェクト「ONE TEAM大作戦」の応援団長の1人として参加。車で日本各地をまわり、そのGPS軌跡で日本列島に「ONE TEAM」の文字を描くプロジェクトの「N」（中国・四国地方）を担当した。

## 特徴
まん丸とした白い大きな頭と黒くて長い耳が特徴。鼻はラグビーボール、口はラグビーの「H型」ゴールポストを表現。最大の特徴として、耳が動く仕様となっている。

## WEBサイト運営
- ラグビー専用サイト 教えて!ラガマルくん - ルール、用語、ポジションの解説のほか、国内外の選手紹介や世界ランキングも扱っている。

## サービス
- 2019年4月 IBM Watson「教えて！ラガマルくん！」[21] - AIがインタラクティブにラグビー関連の質問に答えるスマホアプリ。すでに終了。
- 2019年5月 府中市、調布市、三鷹市「ラガマルくんのラグビールールブック」[22][23] - 3市による連携企画。ワールドカップ2019日本大会終了後も配布している。

## 出版
- スポレンジャー ラガマルくん[24] - 2021年7月23日発行、ISBN: 9784910472638、出版: RMK、作: いまえまさしろ（今江正城）、絵: なかむらなおと（中村直人）